# Réserve naturelle régionale des pelouses et bois de Villemoron
La réserve naturelle régionale des pelouses et bois de Villemoron (RNR301) est une réserve naturelle régionale située en Champagne-Ardenne dans la région Grand Est. Classée en 2015, elle occupe une surface de 87 hectares.

## Localisation

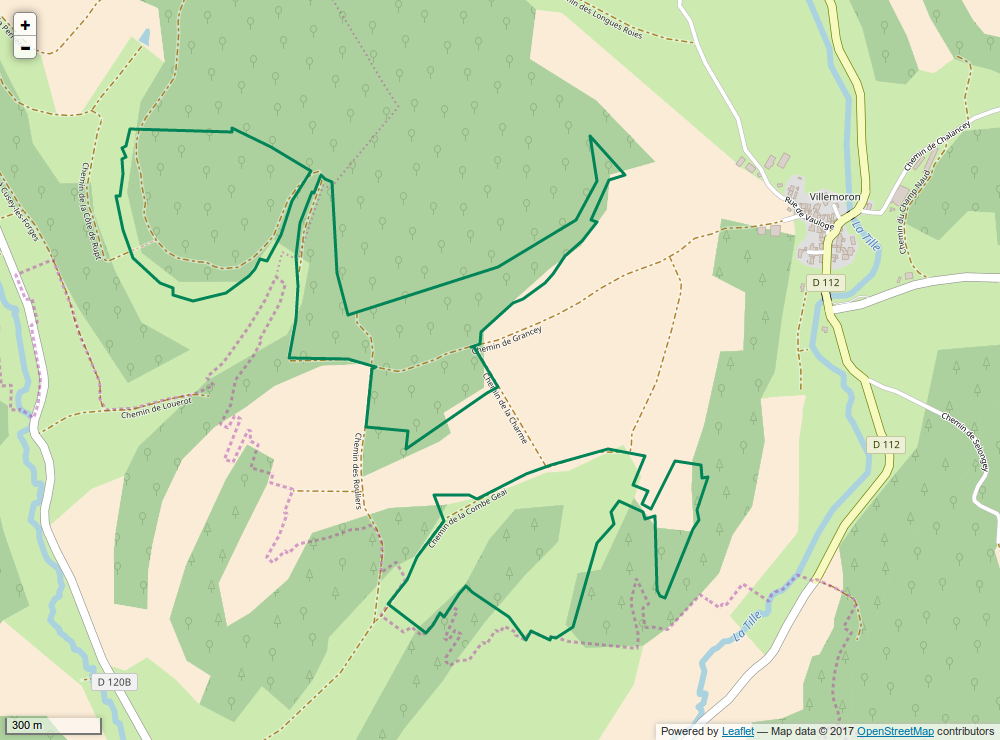
Périmètre de la réserve naturelle.

Le territoire de la réserve naturelle est dans le département de la Haute-Marne, sur la commune de Vals-des-Tilles, dans le périmètre du parc national de forêts.

## Intérêt touristique et pédagogique

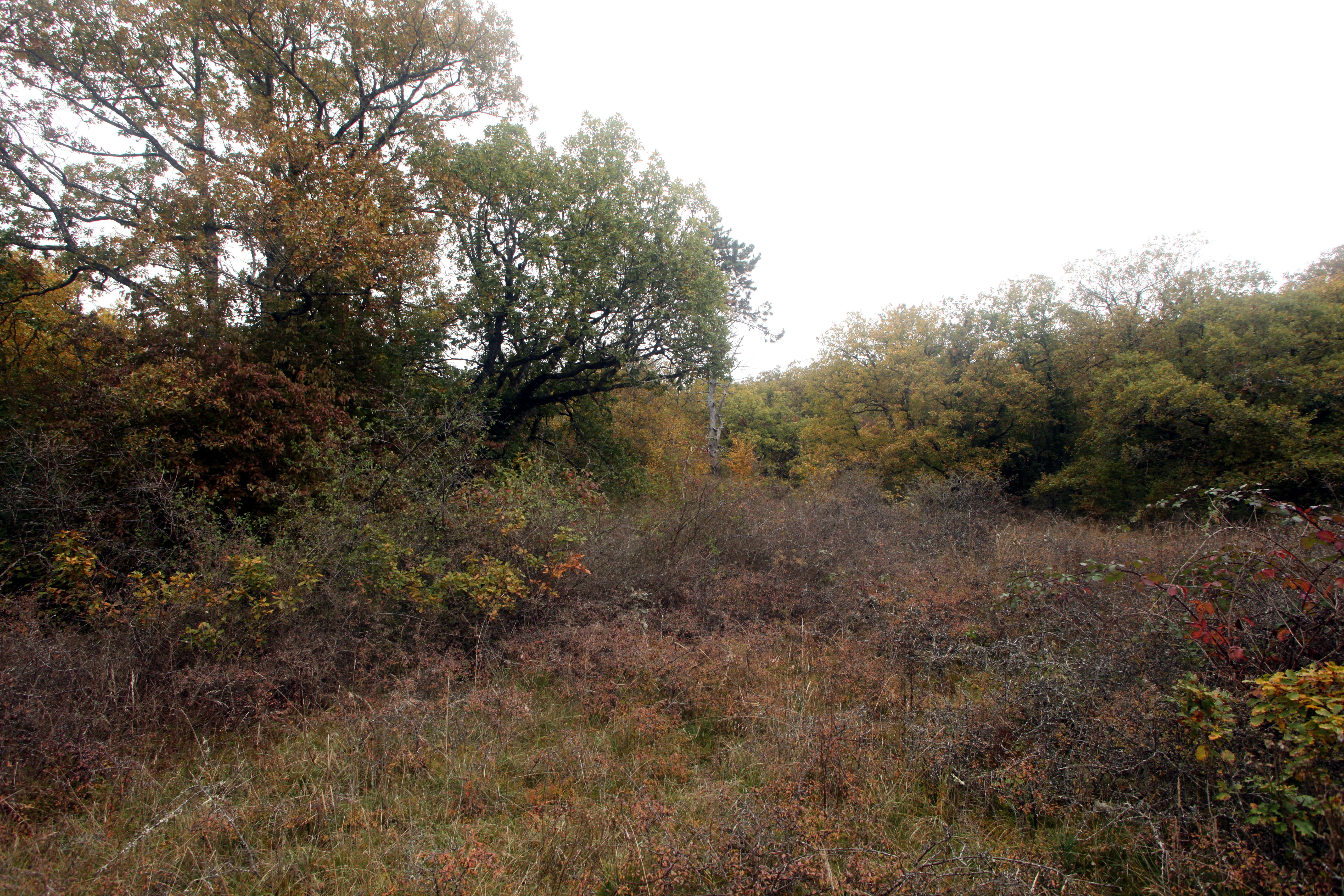
Chênaie.
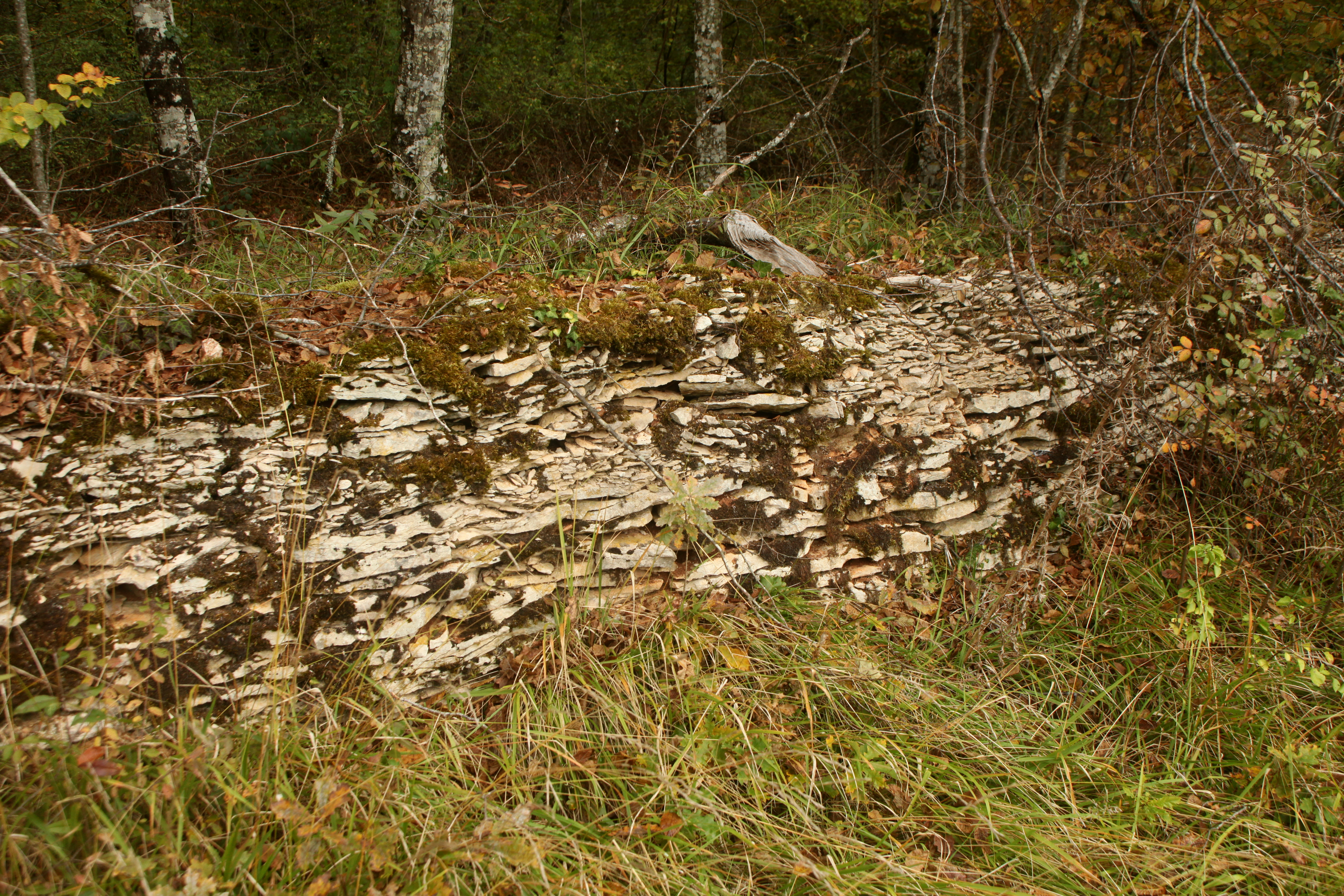
Muret calcaire.
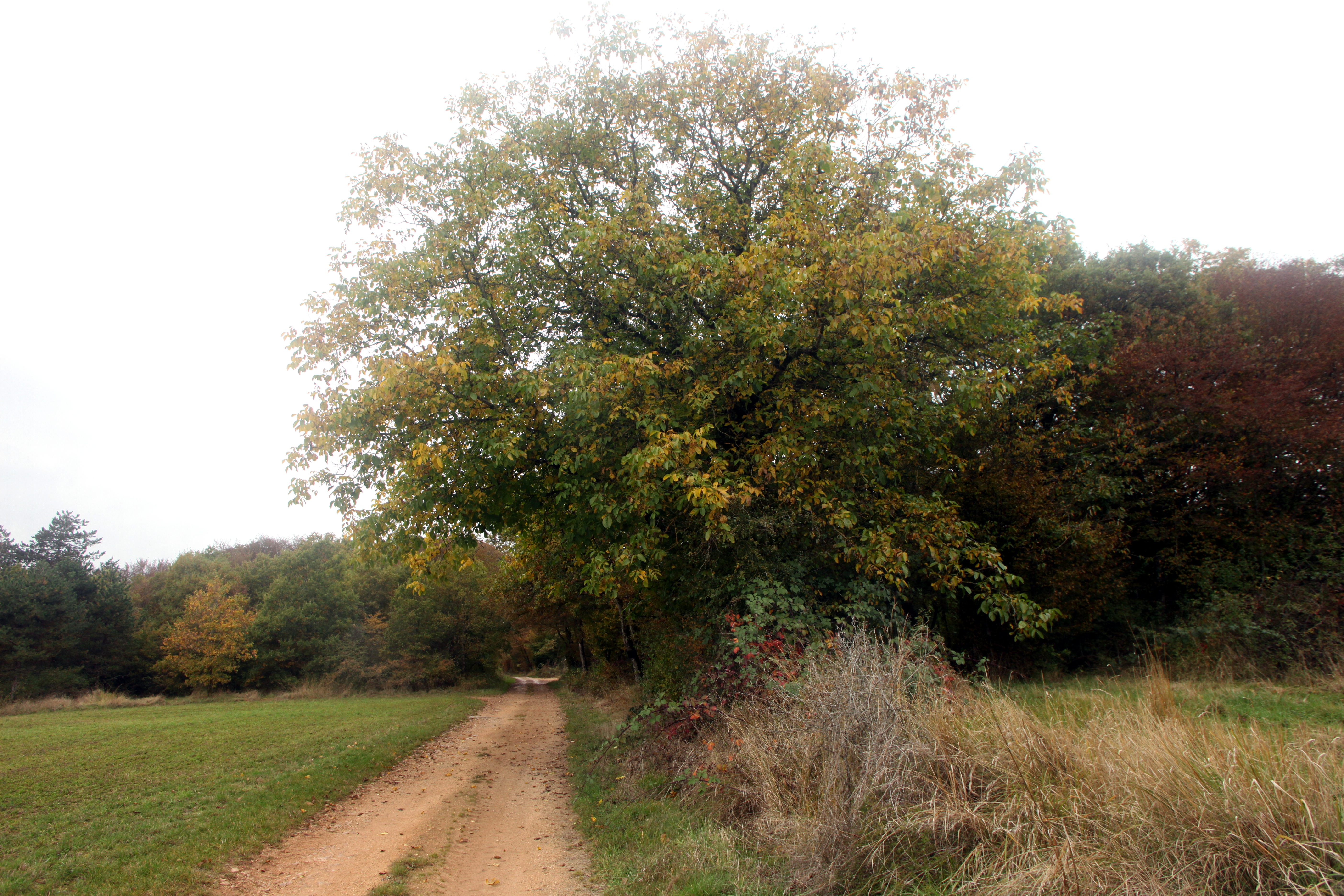
Chemin d'accès.
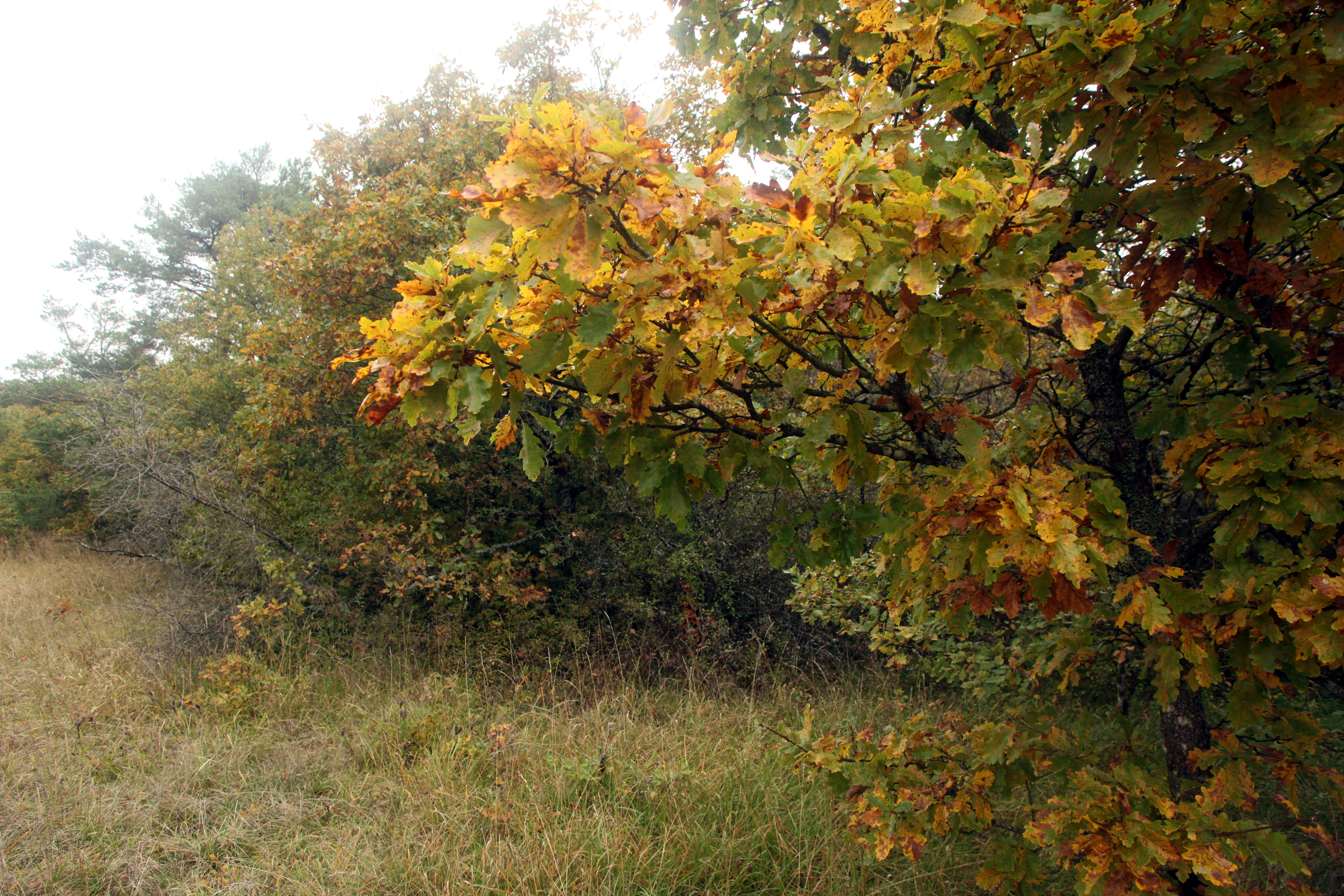
Dans la chênaie.

## Administration, plan de gestion, règlement

### Outils et statut juridique
La réserve naturelle a été créée par une délibération du Conseil régional du 26 octobre 2015.